# Barry Cryer
Barry Cryer (Leeds, 23 de marzo de 1935 - Londres, 25 de enero de 2022) fue un guionista, comediante y actor inglés. Además de actuar en el teatro, la radio y la televisión, Cryer escribió para artistas como Dave Allen, Stanley Baxter, Jack Benny, Rory Bremner, George Burns, Jasper Carrott, Tommy Cooper, Ronnie Corbett, Ronnie Barker, Les Dawson, Dick Emery, Kenny Everett, Bruce Forsyth, David Frost, Bob Hope, Frankie Howerd, Richard Pryor, Spike Milligan, Mike Yarwood, Eric Morecambe y Ernie Wise.

## Biografía

### Inicios
Su nombre completo era Barry Charles Cryer, y nació en Leeds, Inglaterra, siendo sus padres John Cryer, fallecido cuando Barry tenía cinco años, y su esposa, Jean. Tras formarse en la Leeds Grammar School, empezó a estudiar literatura inglesa en la Universidad de Leeds, aunque él mismo contaba posteriormente que no se aplicó en sus estudios.

### Carrera
Cryer escribió para los Proscenium Players de Leeds, el primer grupo teatral judío de aficionados, fundado en 1948. Tras actuar en representaciones universitarias, a Cryer le ofrecieron una semana de trabajo en el teatro Leeds City Varieties, sede de la serie televisiva The Good Old Days, el show de mayor duración de toda la televisión mundial. Cryer abandonó la universidad tras conocer los resultados de su primer curso, y viajó a Londres. Allí impresionó al empresario teatral Vivian Van Damm, y Cryer empezó a trabajar en el Windmill Theatre de Londres, un local que representaba comedia entre shows de tableau vivants desnudos. Finalizado su contrato con Van Damm, decidió que no podía vivir de sus ingresos como actor, pues sufría eczema, enfermedad que le mantuvo hospitalizado 12 veces en ocho años. Por ese motivo hubo de centrarse en el trabajo de guionista.
Cryer se sumó al elenco del musical Expresso Bongo (1957), con Susan Hampshire, Millicent Martin y Paul Scofield, grabando la canción "The Purple People Eater", más conocida por una versión de Sheb Wooley. Por razones legales, la única versión en oírse en Escandinavia fue la de Cryer, que fue número uno en Finlandia. Los primeros créditos de Cryer como guionista fueron cuatro sketches para el show de Jimmy Logan, escritos junto a Douglas Camfield. Cryer fue primer guionista con un papel ocasional sobre los escenarios en el nightclub londinense de Danny La Rue, donde fue descubierto por David Frost. Esto le valió escribir para el especial de variedades A Degree of Frost, donde coincidió con John Cleese, Graham Chapman y Marty Feldman. Frost usó a Cryer en varios shows posteriores, confirmándose así Cryer como guionista de comedia en la década de 1970. Cryer trabajó cómodamente con Chapman, en los días previos a Monty Python. La pareja escribió unos 50 shows televisivos, entre ellos Doctor in the House (ITV, 1969–70), y varios para Ronnie Corbett: No – That's Me Over Here! (ITV, 1968–70), Now Look Here (BBC, 1971-73) y The Prince of Denmark (BBC, 1974). Con otros guionistas contribuyó a The Ronnie Corbett Show (BBC, 1987) y Ronnie Corbett in Bed (BBC, 1971), y fue también parte del equipo de The Two Ronnies (1971–87).
Cryer siempre prefirió escribir en equipo, pues así evitaba perder la inspiración y no poder entregar trabajos. Su socio regular en los años 1970 fue John Junkin, y con él escribió para The Morecambe & Wise Show cuando el guionista principal, Eddie Braben, no estaba disponible. A pesar de su labor como guionista, a Cryer le seguía gustando actuar, y participó con Tim Brooke-Taylor y Junkin en la serie de BBC Radio Hello, Cheeky!, intervino en la serie televisiva The Steam Video Company, y dio voz al juez en el musical de animación de 1975 Dick Deadeye, or Duty Done. También fue presentador del concurso Jokers Wild (1969–74), tuvo un papel en el falso documental All You Need Is Cash (1978), una parodia sobre The Beatles, y tuvo un cameo en la película de Kenny Everett de 1984 Bloodbath at the House of Death.
Con la aparición de nuevos comediantes que escribían su propio material, y la edad progresando y todavía con ganas de actuar , Cryer reenfocó su carrera para incluir más interpretación, viajando en gira con Willie Rushton en Two Old Farts in the Night y, tras la muerte de Rushton, en That Reminds Me. Tras un breve período de dirección, Cryer fue uno de los panelistas del programa de radio de BBC I'm Sorry I Haven't a Clue, que comenzó en 1972. También escribió y actuó Hamish and Dougal, con Graeme Garden.
Cryer escribió una autobiografía, You Won't Believe This But..., así como un libro de anécdotas, Pigs Can Fly. En 2005 hizo una gira con el show Barry Cryer: The First Farewell Tour, y en 2008 viajó con Colin Sell con Barry Cryer: Still Alive. 
En 2021 la British Music Hall Society le concedió un premio en reconocimiento a su trayectoria artística.

### Vida personal
Cryer se casó con Theresa Donovan, una cantante y bailarina conocida como Terry, en 1962. Tuvieron tres hijos y una hija, que les dieron siete nietos.
En el año 2001 fue nombrado Oficial de la Orden del Imperio Británico en consideración a su trabajo artístico. En julio de 2013 la Universidad Leeds Beckett le concedió un doctorado honoris causa, y en julio de 2017 recibió un nuevo doctorado honoris causa, esta vez concedido por la Universidad de Leeds. Además de todo ello, el artista fue miembro de la organización caritativa Grand Order of Water Rats.
Barry Cryer falleció en el Hospital Northwick Park de Londres en 2022, a los 86 años de edad.

## Libros
- 1996 : You Won't Believe This But...: An Autobiography of Sorts (ISBN 1-85227-682-7[26]
- 2003 : Pigs Can Fly (ISBN 0-7528-5991-9)
- 2009 : Butterfly Brain (ISBN 0-297-85910-2)[27]
- 2009 : Barry Cryer Comedy Scrapbook (con Philip Porter, ISBN 1-907085-04-1)[28]
- 2012 : Mrs Hudson's Diaries: A View from the Landing at 221B (con Bob Cryer, ISBN 1849543909)[29]